# George's Street Arcade
George's Street Arcade est un centre commercial situé sur South Great George's Street à Dublin. C'est un marché couvert en briques rouges de style victorien composé d'étals et de magasins. Il a ouvert ses portes en 1881 sous le nom de South City Markets.

## Histoire

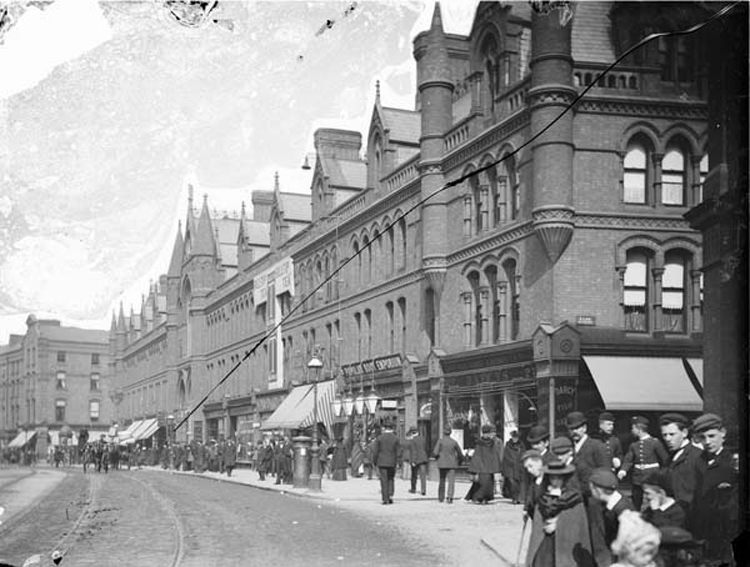
South City Market à George's Street, Dublin, 1897

Le premier centre commercial victorien construit à cet effet à Dublin était South City Markets, communément connu aujourd'hui sous le nom de George's Street Arcade. Les architectes britanniques renommés Lockwood & Mauson ont remporté le contrat de conception et de construction du complexe du marché. En 1881, South City Markets a été officiellement ouvert par le lord-maire de Dublin. L'ouverture a été une grande manifestation, mais il n'y avait pas de natifs de Dublin sur la liste des invités et cela s'est très mal passé avec les habitants et n'a pas été oublié.

## Incendie et reconstruction
En raison en partie de la nomination de constructeurs et d'architectes anglais, le marché n'était pas initialement populaire auprès des Dublinois ordinaires. La tragédie a frappé les marchés en août 1892 lorsque le bâtiment a été détruit par un incendie, il n'y a pas eu de morts, mais cela a été dévastateur pour tous les commerçants qui ont perdu leurs magasins. Après un flot de sympathie publique, un fonds de secours a été créé pour eux et a réussi. Les marchés ont été reconstruits dans le même style avec un intérieur remodelé conçu par William Henry Byrne cette fois en utilisant la main-d'œuvre et les artisans locaux et le 13 septembre 1894 ont été à nouveau ouverts aux affaires. À cette occasion, tous les dignitaires locaux de tout rang ont été invités, et la George's Street Arcade n'a cessé de commercer depuis lors.

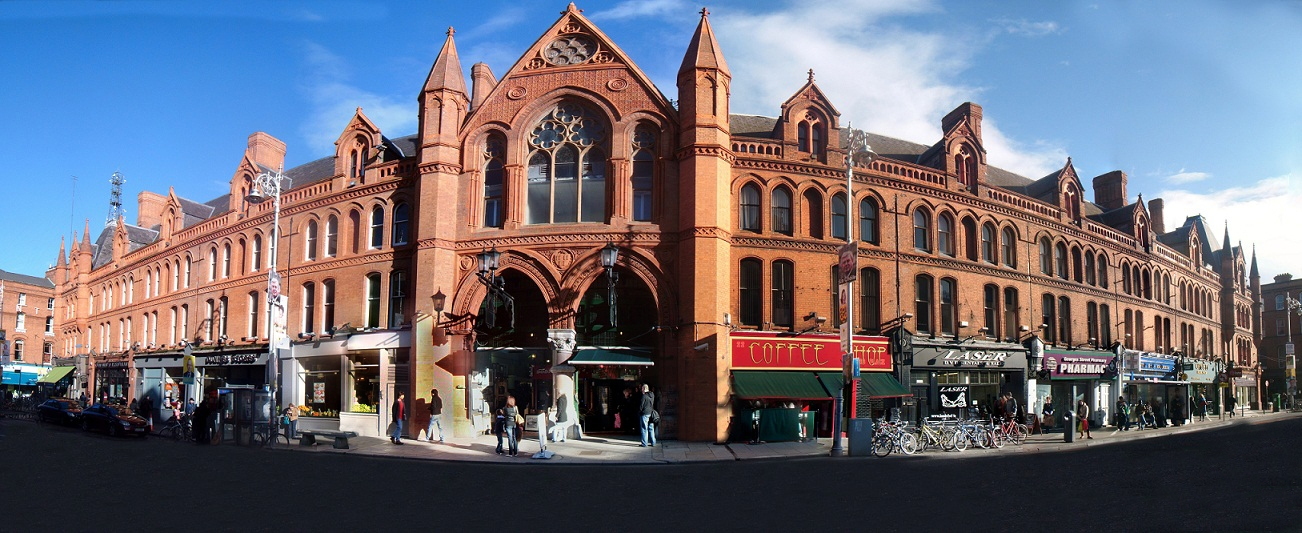
George's Street Arcade Dublin, une vue panoramique

## Source de la traduction
- (en) Cet article est partiellement ou en totalité issu de l’article de Wikipédia en anglais intitulé « George's Street Arcade » (voir la liste des auteurs).